# The Stand (serie de televisión de 2020)
The Stand  (Apocalipsis en Español) es  una nueva adaptación de la famosa novela  de  terror dramático de Stephen King de 1978 emitida por  CBS All Access, 2020-2021. La miniserie consta de 9 capítulos y será la segunda vez que sea llevada a la pequeña pantalla.

## Sinopsis
En una instalación militar secreta, es liberado por accidente un supervirus de la gripe altamente contagioso y letal, dicho virus apodado el Capitán Trips, diezma a una enorme parte de la población tanto humana como animal a nivel mundial, el destino de la humanidad descansa sobre los frágiles hombros de la anciana Madre Abagail, de 108 años, y sus elegidos, los cuales se verán envueltos en una lucha elemental entre el bien y el mal. Sus peores pesadillas están encarnadas en un misterioso hombre que se hace llamar Randall Flagg, the Dark Man.

## Reparto
- James Marsden como Stu Redman
- Amber Heard como Nadine Cross
- Odessa Young como Frannie Goldsmith
- Henry Zaga como Nick Andros
- Whoopi Goldberg como la Madre Abagail
- Jovan Adepo como Larry Underwood
- Owen Teague como Harold Lauder
- Brad William Henke como Tom Cullen
- Daniel Sunjata como Cobb
- Alexander Skarsgård como Randall Flagg
- Nat Wolff como Lloyd Henreid
- Eion Bailey como Teddy Weizak
- Katherine McNamara como Julie Lawry
- Hamish Linklater como el Dr. Ellis
- Heather Graham como Rita Blakemoor
- Greg Kinnear como Glen Bateman
- Fiona Dourif como Rat Man

## Producción

### Desarrollo

#### Versión cinematográfica
El 31 de enero de 2011, se anunció que Warner Bros. Pictures y CBS Films desarrollarán una película basada en la novela de Stephen King The Stand. El 12 de agosto de 2011, se anunció que fueron contratados David Yates para dirigir y Steve Kloves escribir el guion. El 21 de octubre de 2011, se anunció que Ben Affleck sería el director y guionista reemplazando a Yates y Kloves, debido a que Yates sintió que funcionaría mejor como una miniserie. El 23 de agosto de 2013, se anunció que Scott Cooper reemplazará a Affleck como guionista y director. Dave Kajganich escribió el primer borrador. Sin embargo, el 25 de febrero de 2014, se anunció que Josh Boone estaba en charlas para reescribir y dirigir la película. Más tarde reveló que quería que Christian Bale interpretara a Randall Flagg y Matthew McConaughey para el papel de Stu Redman. Para el 10 de septiembre de 2014, el guion se había completado y la preproducción estaba en marcha. En noviembre, Boone planeó dividir su adaptación en cuatro largometrajes en un esfuerzo por mantenerse fiel a la amplitud de la extensa novela de King.

#### Versión televisiva
El 5 de junio de 2015, se anunció que Warner Bros. y CBS Films estaban en charlas con Showtime para una miniserie en lugar de una película. Boone escribirá y dirigirá la miniserie que comenzaría a rodarse a principios de 2016. La miniserie de ocho partes permitirá a Boone cubrir más del libro de King que una película de tres horas. Además, se espera que King participe de alguna manera junto con los productores Roy Lee y Jimmy Miller. Sin embargo, el 2 de febrero de 2016, el proyecto de The Stand se suspendió y los derechos regresaron a CBS Films. El 25 de septiembre de 2017, King afirmó en una entrevista que se realizaría una serie de televisión extendida en Showtime o CBS All Access. El 30 de enero de 2019, se anunció que CBS All Access ordenó una temporada de diez episodios con Boone y Ben Cavell como guionistas y productores ejecutivos, y Boone dirigirá. Lee, Miller y Richard P. Rubinstein se desempeñarían como productores ejecutivos, Will Weiske y Miri Yoon will serán com coproductores ejecutivos y Owen King productor. El 1 de agosto de 2019, se anunció que Knate Lee y Jill Killington ejercerán como productores, y que el último episodio será escrito por King que contendrá un nuevo final.

### Casting
El 21 de junio de 2019, se anunció que James Marsden, Amber Heard, Whoopi Goldberg, Greg Kinnear, Odessa Young y Henry Zaga estaban en consideración su participación. El 8 de julio de 2019, se anunció que Marilyn Manson fue elegido en un rol sin revelar. El 1 de agosto de 2019, se anunció que Marsden, Heard, Young y Zaga fueron oficialmente elegidos en roles principales. En septiembre de 2019, se anunció que Goldberg, Jovan Adepo, Owen Teague, Brad William Henke, Daniel Sunjata y Alexander Skarsgård fueron elegidos en roles principales. En octubre de 2019, se anunció que Nat Wolff, Eion Bailey, Katherine McNamara, Hamish Linklater, Heather Graham y Kinnear fueron elegidos en roles sin revelar. El 31 de enero de 2020, se anunció que Fiona Dourif fue elegida en un rol sin revelar.

### Rodaje
La fotografía principal duraría entre el 16 de septiembre de 2019 al 11 de marzo de 2020 en Vancouver, British Columbia, Canadá.

### Música
El 8 de julio de 2019, se anunció que Manson junto con el baterista de Shooter, Jamie Douglass, realizaron un cover de «The End» de The Doors.
Otras adaptaciones
La novela de King ya había servido como base para una miniserie de cuatro episodios de seis horas de duración estrenada en 1994 con un reparto de rostros conocidos.